# Epermenia farreni
Epermenia farreni is een vlinder uit de familie borstelmotten (Epermeniidae). De wetenschappelijke naam is voor het eerst geldig gepubliceerd in 1894 door Walsingham.
De soort komt voor in Europa.